# 潘桂
潘桂（1557年—1600年），字季選，號馨吾，福建福州府長樂縣人，民籍，明朝政治人物。

## 生平
萬曆元年（1573年）癸酉科福建鄉試第三名，萬曆十一年（1583年）癸未科會試第一百六十八名，登三甲第一百一十六名進士。兵部觀政，本年授直隶建平县知县，十四年調用。二十五年改济南府學教授，二十六年升國子監博士，二十七年升刑部主事，二十八年卒。

## 家族
曾祖潘景實；祖父潘孟祿；父潘仲璣，曾任壽官。母陳氏。具庆下。兄式、敏、賜、椿、順、杰、梓。